# Варсонофий (Вихвелин)
Епи́скоп Варсоно́фий (в миру Васи́лий Васи́льевич Вихве́лин; 14 (26) октября 1863, Санкт-Петербург — 6 августа 1934, Вологда) — епископ Русской православной церкви, епископ Никольский, викарий Вологодской епархии

## Биография
Родился 14 октября 1863 года в семье чиновника. Окончил Санкт-Петербургскую гимназию Императорского человеколюбивого общества.
По благословению протоиерея Иоанна Кронштадтского поступил послушником в Троице-Сергиеву Приморскую пустынь, где прожил послушником 11 лет.
В 1897 году поступил вольнослушателем в Санкт-Петербургскую духовную академию.
В 1901 был на последнем курсе пострижен в мантию с именем Варсонофий, 22 апреля того же года был рукоположён в сан иеромонаха.
В том же году окончил академию со степенью кандидата богословия «с правом соискания степени магистра богословия без нового устного испытания».
10 октября того же года назначен помощником смотрителя Слуцкого духовного училища.
27 июля 1903 года указом Святейшего Синода назначен инспектором Архангельской духовной семинарии. С 1 октября того же года по постановлению правления Архангельской Духовной Семинарии назначен председателем комиссии по производству испытаний на звание учителя церковно-приходской школы.
22 декабря 1907 года назначен настоятелем Артемиева Веркольского монастыря с возведением в сан архимандрита. Активно занимался миссионерской деятельностью.
3 (16) июля 1910 года в Архангельской епархии для борьбы против «панфинской и лютеранской пропаганды» было образовано Кемское викариатство. В ведение епископа Кемского были переданы приходы и монастыри Пинежского уезда. Местопребывание викария определялся Артемиев Веркольский монастырь и один из административных центров Карелии село Ухта, в котором было устроено подворье этого монастыря. Средства на содержание викария и подворья в Ухтомском приходе выделялись из сумм Артемиево-Веркольского монастыря.
9 июля 1910 года указом Святейшего Синода определён быть викарием Архангельской епархии с присвоением ему именования — Кемский.
26 августа 1910 года в Троицком кафедральном соборе Архангельска совершена его хиротония во епископа Кемского, викария Архангельской епархии.
6 мая 1911 года награждён орденом святого Владимира 3-й степени.
14 февраля 1913 года карельские приходы 2-го благочиния Кемского уезда Архангельской епархии переданы в подчинение новоучреждённого Сердобольского викариатства Финляндской епархии на основании особых правил, викарий Архангельской епархии получил титул епископа Пинежского, сохраняя при этом должность настоятеля Артемиева Веркольского монастыря.
13 ноября того же года назначен епископом Каргопольским, викарием Олонецкой епархии.
6 мая 1915 года император Николай II пожаловал Варсонофию орден Святой Анны I степени.
В 1917 году настоятель каргопольского собора священник Иоанн Ильинский и ряд других приходских священников Каргопольского уезда выступили за упразднение кафедры в Каргополе и за перевод приходов Каргопольского уезда в непосредственное ведение Олонецкого епископа. На епархиальном съезде духовенства в Олонце епископ Варсонофий подвергся критике как «старорежимник». Указом Синода от 26 сентября 1917 года епископ Варсонофий был командирован в Симбирск в распоряжение епископа Симбирского Вениамина (Муратовского). 17 октября епископ Олонецкий и Петрозаводский Никанор (Надеждин) издал указ, по которому Каргопольское викариатство перешло в ведение Олонецкого архиерея и Олонецкой консистории. В начале 1918 года епископ Варсонофий вернулся в Каргополь, но его конфликт с приходским духовенством не был исчерпан. 18 апреля 1918 года указом Синода епископ вновь был отстранен от управления викариатством. Позднее епископ Варсонофий вернулся на Каргопольскую кафедру.
14 сентября 1921 года назначен епископом Никольским, викарием Великоустюжской епархии.
В середине сентября 1923 года в ответ на просьбу верующих Патриарх Московский и всея России Тихон поручил епископу Варсонофию временное управление Архангельской епархией, где с начала 1922 года после ареста епископа Антония (Быстрова) не было правящего архиерея, а управление епархией осуществлял «Совет объединённых коллективов верующих», не имевший государственной регистрации. 26 сентября епископ Варсонофий прибыл в Архангельск.
2 ноября 1923 года новый обновленческий «архиепископ Архангельский и Холмогорский» Владимир (Путята) попытался совершить «торжественное богослужение» в кафедральном соборе Архангельска. «Из-за крайнего возбуждения молящихся, вызванного его появлением», обновленческого архиерея вывели из алтаря чёрным ходом, совет собора рекомендовал Путяте более не являться в храм. Обновленцы написали донос в местное отделение ГПУ о существовании в Архангельске организации «монархической окраски» — «Объединённого совета верующих», после чего практически всё православное духовенство города во главе с епископом Варсонофием было арестовано. В местной печати было опубликовано «заявление» епископа Варсонофия следствию, в котором архиерей якобы назвал своих «сопроцессников» «контрреволюционерами», писал о «несогласии» с ними и о своём будто бы добровольном отъезде из епархии. Епископ был увезён в Каргополь, привлечён в качестве свидетеля к следствию по делу его брата Петра, являвшегося настоятелем Каргопольского Успенского монастыря. Во время пребывания епископа Варсонофия в Каргополе было окончено дело по обвинению архангельского духовенства, а дело самого епископа Варсонофия было выделено в отдельное производство и направлено в Москву, куда он уехал в том же году.
В сентябре 1924 года решением Особого совещания при ОГПУ был приговорён к ссылке на три года в Нарымский край. В июле 1926 году срок ссылки был продлён, а епископ переведён в Иркутскую губернию. В марте 1929 году — в Вологодскую область.

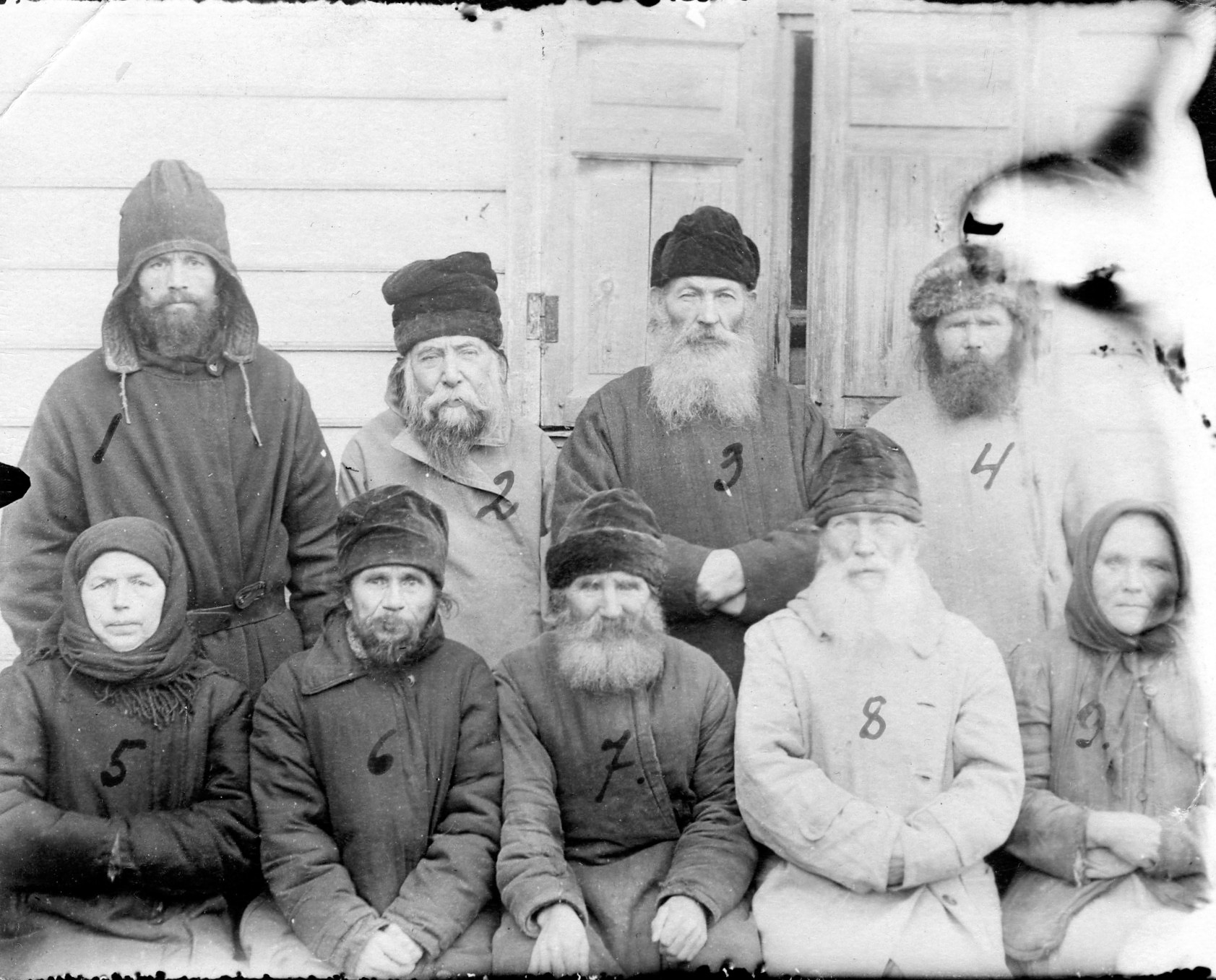
С братией Кирилло-Челмогорского монастыря (второй слева в верхнем ряду)

Летом 1929 года объявил о своём отделении от Заместителя Патриаршего местоблюстителя митрополита Сергия (Страгородского) в связи с несогласием с его Декларацией.
Осенью того же года переехал в Ленинграде, где сблизился с возглавлявшим иосифлянское движение архиепископом Димитрием (Любимовым).
В 1930 году был арестован и выслан на три года в Северный край. Поселился в доме крестьянина Макария Егоровича Пономарёва около Кирилло-Челмогорской пустыни в окрестностях Каргополя. Участвовал в тайных богослужениях, в том числе в церкви пустыни.
1 сентября 1932 года епископ Варсонофий, схиархимандрит Кирилл (Пилюга), архимандрит Афанасий (Кузьмичёв), игумен Василий Лебедев, иеромонах Варсонофий (Солодягин), иеромонах Дорофей (Мусихин), монахиня Анна Мишина были арестованы по обвинению в «контрреволюционной агитации», как участники «контрреволюционной группировки духовенства». Районное отделение ОГПУ рапортовало «о ликвидации контрреволюционной группировки духовенства иосифлянского толка под руководством Вихвелина, занимавшейся антисоветской агитацией».
26 ноября того же года по постановлению тройки ПП ОГПУ они были приговорены к заключению в концлагерь на срок от 5 до 8 лет, которые заменены ссылкой на тот же срок.
Первоначально наказание отбывал в Котласском, затем в Вологодском районе Северного края. Скончался 6 августа 1934 года в ссылке. Похоронен в Вологде.